# تپه سینک
تپه سینک مربوط به هزاره اول قبل از میلاد است و در شهرستان شهریار، بخش مرکزی، دهستان فردوس، روستای خاوه، بلوار امام خمینی، پشت کارواش واقع شده و این اثر در تاریخ ۲۵ آبان ۱۳۸۷ با شمارهٔ ثبت ۲۳۸۷۱ به‌عنوان یکی از آثار ملی ایران به ثبت رسیده است.